# 鳳飛飛懷念歌曲—意難忘
《意難忘》是鳳飛飛詮釋翻唱國語懷念老歌專輯，是鳳飛飛第二十張個人專輯；1976年1月海山唱片發行。

## 專輯曲目
| 曲序 | 曲名           | 作詞   | 作曲     | 編曲 | 長度   | 備註                                  |
| A1   | 意難忘         | 慎芝   |          |      | 03'34" | 原唱：美黛                            |
| A2   | 相思河畔       | 紀雲程 | 暹羅民謠 |      | 02'47" | 原唱：崔萍                            |
| A3   | 情人的眼淚     | 狄薏   | 杜芬     |      | 04'14" | 原唱：潘秀瓊                          |
| A4   | 我的心裡沒有他 | 方忭   |          |      | 02'41" | 原唱：靜婷                            |
| A5   | 大江東去       | 司徒明 |          |      | 03'17" | 原唱：姚莉 電影《大江東去》中文主題曲 |
| A6   | 出人頭地       | 莊奴   | 印尼民謠 |      | 02'22" | 原唱：莊雪芳                          |
| B1   | 總有一天等到你 | 李雋青 | 梅翁     |      | 03'32" | 原唱：崔萍                            |
| B2   | 江水向東流     | 方忭   | 姚敏     |      | 02'40" | 原唱：潘秀瓊                          |
| B3   | 我是一隻畫眉鳥 | 狄薏   | 姚敏     |      | 02'58" | 原唱：潘秀瓊                          |
| B4   | 藍與黑         | 陶秦   | 王福齡   |      | 03'40" | 原唱：方逸華                          |
| B5   | 秋的懷念       | 吳村   | 林枚     |      | 04'03" | 原唱：姚莉                            |
| B6   | 重相逢         | 周之原 |          |      | 02'38" | 原唱：崔萍                            |

## 專輯版本
- 黑膠唱片[1]
  - 1976年1月台灣海山唱片發行
  - 1976年7月新加坡、馬來西亞、香港大聯機構發行[2]
    - 【總有一天等到你 意難忘】
    - 台灣海山唱片授權新加坡大聯機構發行

  - 1978年11月新加坡、馬來西亞東尼機構發行[3]
    - 【東尼懷念歌曲第一集 意難忘】
    - 香港總代理：新興全音有限公司
    - 台灣海山唱片授權新加坡東尼機構發行

  - 1978年新加坡、馬來西亞大聯機構/凱旋唱片發行
    - 【秋的懷念 意難忘】
    - 台灣麗歌唱片授權新加坡大聯機構/凱旋唱片發行
- 卡帶
  - 1976年1月海山唱片發行
  - 1976年7月新加坡、馬來西亞、香港大聯機構發行
  - 1978年11月新加坡、馬來西亞東尼機構發行
    - 香港總代理：新興全音有限公司

  - 1978年新加坡、馬來西亞大聯機構/凱旋唱片發行
- 匣式帶
  - 1978年11月新加坡、馬來西亞東尼機構發行
    - 香港總代理：新興全音有限公司
- CD
  - 【珍藏紀念版】2002年喜瑪拉雅發行[4]
  - 【鳳飛飛海山飛藏專輯全記錄】2015年1月飛躍藝人經紀工作室製作；喜瑪拉雅發行
  - 【復刻版】2015年10月21日海山唱片發行[5]
  - 【復刻CD】2015年馬來西亞/新加坡南方唱片發行
    - 新加坡版背面蓋有“新加坡版”小印章